# Leptochilus ratzenboecki
Leptochilus ratzenboecki är en stekelart som beskrevs av Gusenleitner 1994. Leptochilus ratzenboecki ingår i släktet Leptochilus och familjen Eumenidae. Inga underarter finns listade i Catalogue of Life.